# Łukasz Polański
Łukasz Polański (ur. 29 stycznia 1989 w Warszawie) – polski siatkarz grający na pozycji środkowego, w sezonie 2017/2018 występujący w Łódzkiej Amatorskiej Lidze Siatkówki, w zespole TrenDino. Były reprezentant Polski kadetów i juniorów.

## Życie prywatne
Od 2013 roku jego żoną jest siatkarka – Gabriela Polańska, mają syna Kubę (ur. 2 grudnia 2013) i syna Kazimierza (ur. 2 stycznia 2023).

## Sukcesy klubowe
PlusLiga:
- 2013

## Sukcesy reprezentacyjne
Mistrzostwa Europy Kadetów:
- 2007